# Düsseldorfer Eislauf-Gemeinschaft
La DEG Metro Stars è una squadra di hockey su ghiaccio tedesca di Düsseldorf. Per molto tempo è stata la squadra più vincente dell'hockey su ghiaccio tedesco e ha avuto molti giocatori di calibro internazionale. Gioca le partite casalinghe all'ISS Dome.

Venne fondata l'8 novembre 1935 come Düsseldorfer Eislauf Gemeinschaft (DEG) e cambiò il nome in quello attuale il 1º marzo 2002.

## Principali successi
- Campione di Germania 1967, 1972, 1975, 1990, 1991, 1992, 1993, 1996
- Vicecampione di Germania 1969, 1971, 1973, 1980, 1981, 1986, 1989, 1994, 2006
- Vincitrice della DEB-Pokal 2006
- Seconda classificata nella DEB-Pokal 2005
- NRW state champion 1946
- Champion in the 2. Bundesliga 2000 (the DEG was two years in the 2nd division due to financial problems)
- 2nd place in Eurocup 1991

## Squadre campioni
- 1967: Hans-Joachim Schmengler, Rainer Gossmann, Kurt Jablonski, Erik Böttcher, Dieter Hoja, Wolfgang Wylach, Jürgen Breidenbach, Karl Heitmüller, Horst Roes, Karl-Heinz Löggow, Reinhold Rief, Ferdinand Werdermann, Claus Speth 1966, Horst Hübbers, Josef Reif, Peter Gregory, Otto Schneitberger, Peter Schmitz. Allenatore: Hans Rampf
- 1972: Rainer Makatsch, Manfred Fleischer, Erich Weide, Heiko Antons, Frank Neupert, Jürgen Schwer, Harald Kadow, Otto Schneitberger, Rudolf Potsch, Peter Müller, Klaus Volland, Anton Pohl, Wolfgang Boos, Hubert Engel, Josef Reif, Walter Köberle, Peter Hejma, Walter Stadler, Vladimir Vacatko, Erwin Zeidler. Allenatore: Xaver Unsinn
- 1975: Otto Schneitberger, Georg Kink, Horst-Peter Kretschmer, Walter Köberle, Wolfgang Boos, Walter Stadler, Sepp Reif, Petr Hejma, Vladimir Vacatko, Agar, Rainer Makatsch, Heiko Antons, Russel Wiechnik, Gerd Baldauf, Jürgen Schwer, Klaus Volland, Hans Clouth, Michael Clouth, Michael Muus, Manfred Fleischer. Allenatore: Chuck Holdaway
- 1990: Helmut de Raaf, Markus Fleming, Uli Hiemer, Mike Schmidt, Rick Amann, Andreas Niederberger, Stefan Königer, Christoph Kreutzer, Jürgen Schulz, Gerd Truntschka, Bernd Truntschka, Chris Valentine, Peter-John Lee, Andreas Brockmann, Dieter Hegen, Oliver Kasper, Manfred Wolf, Roy Roedger, Lane Lambert, Dieter Willmann, Peter Hejma jun. Allenatore: Peter Johansson, dai play-off: Peter Hejma
- 1991: Helmut de Raaf, Markus Fleming, Uli Hiemer, Mike Schmidt, Rick Amann, Andreas Niederberger, Christoph Kreutzer, Jürgen Schulz, Christian Althoff, Robert Sterflinger, Gerd Truntschka, Bernd Truntschka, Chris Valentine, Peter-John Lee, Andreas Brockmann, Dieter Hegen, Oliver Kasper, Thomas Werner, Michael Fleming, Olaf Scholz, Brian Hannon, Rainer Zerwesz, Don McLaren, Henrik Hölscher, Dieter Willmann, Peter Hejma jun. Allenatore: Hans Zach
- 1992: Helmut de Raaf, Christian Frütel, Uli Hiemer, Mike Schmidt, Rick Amann, Andreas Niederberger, Robert Sterflinger, Christof Kreutzer, Christian Althoff, Gerd Truntschka, Bernd Truntschka, Chris Valentine, Peter John Lee, Benoit Doucet, Dieter Hegen, Mike Lay, Andreas Brockmann, Rainer Zerwesz, Olaf Scholz, Henrik Hölscher, Udo Schmid Allenatore: Hans Zach
- 1993: Helmut de Raaf, Christian Frütel, Uli Hiemer, Mike Schmidt, Rick Amann, Andreas Niederberger, Christoph Kreutzer, Rafael Jedamzik, Robert Sterflinger, Bernd Truntschka, Chris Valentine, Peter-John Lee, Benoit Doucet, Andreas Brockmann, Ernst Köpf, Wolfgang Kummer, Lorenz Funk jun., Dale Derkatch, Steve Gotaas, Mark Jooris, Bernd Kühnhauser, Christian Schmitz, Tino Boos, Mike Lay, Rainer Zerwesz, Henrik Hölscher. Allenatore: Hans Zach
- 1996: Helmut de Raaf, Carsten Gossmann Abwehr, Peter Andersson, Brad Bergen, Uli Hiemer, Torsten Kienass, Andreas Niederberger, Sergej Sorokin, Robert Sterflinger (Rick Amann lascia la DEG prima dei play-off), Andreas Brockmann, Benoit Doucet, Lorenz Funk, Dieter Hegen, Ernst Köpf, Alexej Kudaschow, Bernd Kühnhauser, Wolfgang Kummer, Patrick Lebeau, Mikko Mäkelä, Gordon Sherven, Bernd Truntschka, Chris Valentine. Allenatore: Hardy Nilsson, viceallenatore: Martin Karlsson

## Giocatori famosi
- Portieri
  - Helmut de Raaf; DEG: 1980 - 1996; Stagioni: 11; Presenze: 497; Goal: 0; Assist: 7; Punti: 7; Min. penalità: 155; Campionati vinti: 5
- Difensori
  - Ulrich Hiemer; DEG: 1986 - 1996; Stagioni: 10; Presenze: 482; Goal: 141; Assist: 288; Punti: 429; PM: 794; Campionati vinti: 5
  - Andreas Niederberger; DEG: 1986 - 1998; Stagioni: 12; Presenze: 593; Goal: 77; Assist: 256; Punti: 333; PM: 262; Campionati vinti: 5
  - Mike Schmidt; DEG: 1984 - 1993; Stagioni: 9; Goal: 63; Assist: 288; Punti: 351; PM: 571; Campionati vinti: 4
  - Rick Amann; DEG: 1987 - 1996; Stagioni: 9; Presenze: 446; Goal: 85; Assist: 160; Punti: 245; PM: 602; Campionati vinti: 4
  - Robert Sterflinger; DEG: 1985 - 1997; Stagioni: 9; Presenze: 405; Goal: 32; Assist: 75; Punti: 107; PM: 258; Campionati vinti: 4
- Attaccanti
  - Chris Valentine; DEG: 1984 - 1996; Stagioni: 12; Presenze: 571; Goal: 365; Assist: 598; Punti: 963; PM: 912; Campionati vinti: 5;
  - Peter-John Lee; DEG: 1983 - 1993; Stagioni: 10; Presenze: 450; Goal: 340; Assist: 334; Punti: 674; PM: 492; Campionati vinti: 4;
  - Peter Hejma Sen.; DEG: 1970 - 1981; Stagioni: 9; Presenze: 359; Goal: 240; Assist: 274; Punti: 514; PM: 261; Campionati vinti: 2
  - Dieter Hegen; DEG: 1989 - 1998; Stagioni: 7; Presenze: 341; Goal: 238; Assist: 266; Punti: 464; PM: 292; Campionati vinti: 4
  - Andreas Brockmann; DEG: 1988 - 2000; Stagioni: 10; Presenze: 507; Goal: 158; Assist: 264; Punti: 422; PM: 542; Campionati vinti: 6 (5x Bundesliga/DEL; 1x 2. Bundesliga)
  - Ben Doucet; DEG: 1991 - 1998; Stagioni: 7; Presenze: 340; Goal: 159; Assist: 234; Punti: 393; PM:521; Campionati vinti: 3
  - Gerd Truntschka; DEG: 1989 - 1992; Stagioni: 3; Presenze: 195; Goal: 61; Assist: 207; Punti: 268; PM: 183; Campionati vinti: 3
  - Tore Vikingstad; DEG: 2003 - 2006;
  - Brendan Shanahan; DEG: 1994 - 1995

'PM' indica i minuti di penalità.

### Numeri ritirati
- 10 Chris Valentine
- 12 Peter-John Lee

## Allenatori
- 1930 - Sconosciuto
- 1930 - Bobby Bell
- 1945-1952 - Sconosciuto
- 1952/1953 - Rainer Hillmann
- Anni 50 - Clare (Jimmy) Drake
- Anni 50 - Strong
- 1956-1958 - Frank Trottier
- 1958-1962 - Vlastimil Suchoparek
- 1962-1965 - Engelbert Holderied
- 1965-1969 - Hans Rampf
- 1969/1970 - Dr. L. Horsky
- 1970-1972 - Xaver Unsinn
- 1972/1973 - Jiri Pokorny
- 1973-1976 - Chuck Holdaway
- 1976/1977 - Hans Rampf, in seguito George Agar
- 1977/1978 - Rudi Hejtmanek
- 1978/1979 - Otto Schneitberger
- 1979-1982 - Gerhard Kiessling
- 1982/1983 - Frycer
- 1983-1984 - Heinz Weisenbach
- 1984-1987 - Otto Schneitberger
- 1987/1988 - Brian Lefley
- 1988-1989 - Peter Johannson
- 1989-1990 - Peter Hejma
- 1990-1995 - Hans Zach
- 1995-1997 - Hardy Nilsson
- 1997 - Hans Zach
- 1997/1998 - Chris Valentine
- 1998-1999 - Czeslaw Panek
- 1999-2001 - Gerhard Brunner
- Ottobre 2001- Ottobre 4 2004 - Michael Komma
- Ottobre 5 - Ottobre 12 2004 - Walter Köberle come allenatore ad interim
- Ottobre 13 2004 - Luglio 2005 - Butch Goring
- Agosto 2005 - Aprile 2007 Don Jackson
- Giugno 2007 - Novembre 2007 Slavomir Lener
- fino al 3 November2007 - Lance Nethery